# 普罗士邦／淡边站

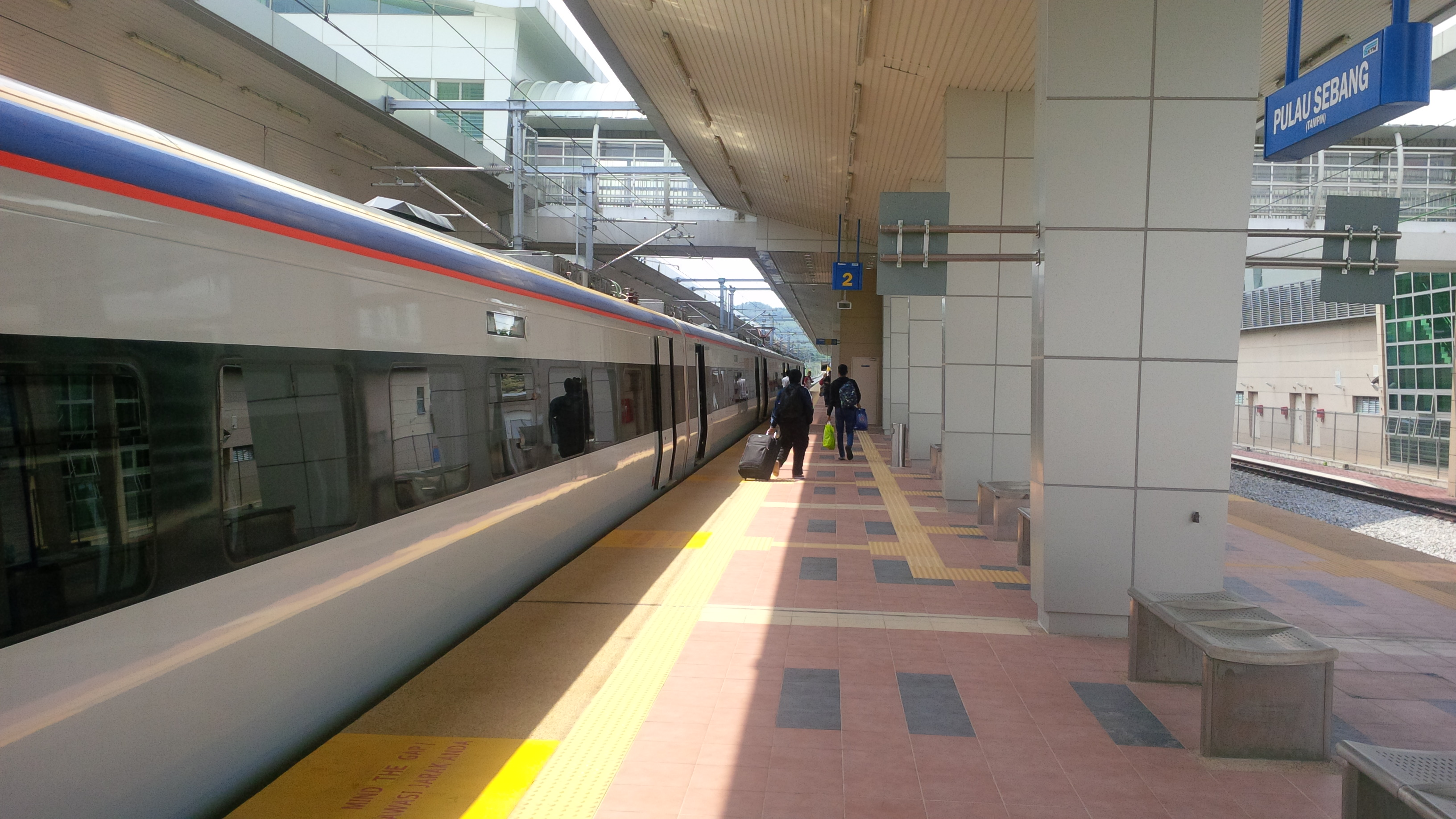
普罗士邦/淡边站的电动列车站台，可看见右上方站牌标示了两个地方的名称

普罗士邦/淡边站位於马来西亚马六甲州普罗士邦，是KTM通勤铁路芙蓉线的南端终点站，十分临近森美兰和马六甲边界。
本站于2015年10月10日开始提供KTM电动列车服务，乘客可搭乘该列车至吉隆坡和马来西亚半岛西海岸北部主要城镇。

## 命名争议
本站因位于马六甲和森美兰边境而使得该站的名称以普罗士邦和淡边命名。在2013年1月4日之前，本站以位于森美兰的小镇淡边命名，而该站实际上位于马六甲的普罗士邦，而这两个小镇因极其临近使得两地居民有时也分不清具体边界。最终为了平息争端，马来亚铁道公司便更改至现名，即“普罗士邦（淡边）”。

## 历史
原先的车站于1905年7月15日以西海岸铁路线芙蓉至淡边的其中一站开放，同年12月1日开始提供至马六甲的34（21英里）长铁路支线，并在1906年12月1日南延至金马士。淡边与马六甲市区的支线铁路因在二战遭日军挪用建材建造泰缅铁路，使得如今被废弃不再使用。1995年时该站进行首次重建工程以提供通勤铁路服务，并于2013年4月11日拆除重建以进行双轨电气化工程。该项服务于2015年10月10日和其他7个车站一同开放，并在之后延伸至金马士站。